# Кар'єр (Ленінськ-Кузнецький округ)
Кар'є́р (рос. Карьер) — селище у складі Ленінськ-Кузнецького округу Кемеровської області, Росія.
Стара назва — Біла Глинка.

## Населення
Населення — 10 осіб (2010; 32 у 2002).
Національний склад (станом на 2002 рік):
- росіяни — 100 %